# Lucile Allorge
Lucile Allorge-Boiteau (Antananarivo, 25 de octubre de 1937-29 de agosto de 2023) fue una botánica francesa. Fue investigadora del Museo Nacional de Historia Natural de Francia (París). Fue Doctora en Ciencias (Botánica) en Poitiers; e ingeniera en el Centro Nacional para la Investigación Científica (CNRS).

## Algunas publicaciones
- s. Mollet, lucile Allorge. 2001. Histoire du Parc Botanique et Zoologique de Tsimbazaza à Antananarivo (Tananarive) -- Madagascar. Taxon 50 [ 3 pág.) Golden Jubilee Parte 5 (agosto de 2001), pp. 970-971

### Libros
- lucile Allorge. 2008. Atlas des plantes de Madagascar. 224 pp. Ed. Ulmer. ISBN 978-2-84138-322-1

- jean baptiste pierre antoine de monet de Lamarck, Lucile Allorge. 1995. Botánica Lamarck. Ciencia, técnica, naturaleza, arte, historia natural : botánica. Tradujo Teresa Almaraz López. Editor Liber, 301 pp ISBN 8489339023

- La abreviatura «L.Allorge» se emplea para indicar a Lucile Allorge como autoridad en la descripción y clasificación científica de los vegetales.[2]